# Блум, Молли (букмекер)
Молли Блум (англ. Molly Bloom, родилась 21 апреля 1978 в Денвере) — американская бизнесвумен, спортсменка и автор книги «Игра Молли: Правдивая история о 26-летней женщине, которая организовала самые эксклюзивные игры в покере в мире!».
Молли Блум много лет отдала тренировкам, мечтая попасть в олимпийскую сборную США по могулу (лыжному фристайлу). Однако из-за травмы, во время отборочных этапов перед Зимними Олимпийскими играми, была вынуждена уйти из большого спорта.
В апреле 2013 года ей было предъявлено обвинение в организации незаконных турниров по игре в покер с супервысокими ставками. Первоначально игры проводились в Viper Room в Лос-Анджелесе. На турниры привлекались богачи из бизнеса, звёзды Голливуда и спорта. В мае 2014 года Молли Блум признала себя виновной в причастности к организации азартных игр. Она была приговорена к одному году условно, штрафу в 100 000 долларов и 200 часам общественных работ.
Экранизация (фильм «Большая игра») её книги «Игра Молли» с Джессикой Честейн в главной роли (режиссёр Аарон Соркин) вышла в прокат в декабре 2017 года.

## Биография

### Основные сведения
Молли Блум родилась 21 апреля 1978 года в городке Лавленд, штат Колорадо (США). Её отец — Ларри Блум, известный клинический психолог и профессор в Университете штата Колорадо. Мать, Чар Блум, работала инструктором по лыжам и сноуборду, а также стала известна как призёр профессиональных соревнований по спортивному рыболовству и создательница собственной линии одежды. Отец Блум происходил из иудейской семьи, а мать — из христианской. Её братья — Джордан Блум, хирург в Массачусетской больнице общего профиля, и Джереми Блум, американский олимпийский лыжник и профессиональный игрок в американский футбол в команде «Филадельфия иглз».
Молли Блум была конкурентоспособной лыжницей и одно время занимала третье место в Кубке Нор-Ам среди лыжниц-претенденток на участие в составе олимпийской сборной США. Из-за травмы во время отборочных состязаний она не смогла пройти в финал. Молли училась в Колорадском университете в Боулдере. Она окончила с отличием и получила степень бакалавра гуманитарных наук в области политологии.

### Деятельность в роли букмекера
В 2004 году Блум переехала в Лос-Анджелес и устроилась работать горничной. В 2004 году актёр Тоби Магуайр обратился к Дарину Файнштейну, одному из совладельцев The Viper Room с просьбой об организации игры в покер с максимально высокими ставками в приватном помещении клуба. Файнштейн нанял Молли Блум, чтобы она обслуживала игроков и контролировала ставки.
В 2007 году Блум открыла собственный бизнес, зарегистрировав компанию Molly Bloom Inc. как фирму, которая организует мероприятия для проведения покерных турниров. К 2008 году игры стали проводиться в частных домах и отелях, в том числе таких элитных, как «Полуостров Беверли-Хиллз». Ставки во время турнира достигали суммы в 4 миллиона долларов.
Помимо Магуайра, в играх принимали участие многие богачи, звёзды кино и спорта. В числе прочих турниры посещали актёры Леонардо Ди Каприо, Маколей Калкин, Мэтт Дэймон, Бен Аффлек, Алекс Родригес, рэпер Нелли, продюсеры Мэри Кейт Олсен и Эшли Олсен, профессиональные игроки в покер Фил Айви и Рик Саломон.
С началом Мирового экономического кризиса 2008 года интерес к нелегальным турнирам стал падать. И в 2009 году Молли Блум переехала в район Верхний Вест-Сайд в Нью-Йорке. Её офис расположился рядом с Линкольн-Центром на Манхэттене.
Молли стала проводить игры в частной квартире в отеле Astor Place и в номерах люкс-отеля Plaza. Там она установила то же самое сложное оборудование, которое используется в казино. Для работы на турнирах были наняты девушки, которые одновременно трудились в эксклюзивном ночном клубе. Однако дела у Блум сначала пошли неважно (в том числе и по причине недостатка контактов с богемой Нью-Йорка), тогда она перебралась на Лонг-Айленд. Вскоре Блум смогла привлечь на турниры самых богатых бизнесменов с Уолл-стрит, а также ряд игроков с сомнительной репутацией.
В июне 2010 года счета Молли Блум были арестованы в связи с налоговыми претензиями на сумму 116 133 доллара.

### Арест и суд
В 2011 году игры Блум в Лос-Анджелесе попали в руки расследования о схеме Понци, которой руководила одна из сотрудниц Брэдли Рудермана. Блум, которая получала от Рудермана деньги за участие в организации игры, была обвинена в незаконном получении 473 000 долларов. Блум отрицала, что участвовала в организации незаконных азартных игр, однако банковские записи показали 19 переводов в её фирму в 2007 и 2008 годах на общую сумму 57 500 долларов США.
16 апреля 2013 года Блум была арестована в рамках масштабной операции по борьбе с отмыванием денег и незаконными азартным играми. Вместе с ней обвинение получили ещё 33 человека. Общая сумма претензий составила 100 миллионов долларов. Кроме того, Прит Бхарара, прокурор Южного округа Нью-Йорка, обвинил 12 человек в рэкете. Остальные получили обвинения в отмывании денег, вымогательстве, мошенничестве и соучастии в организации незаконных покерных залов в Нью-Йорке.
Блум, которой на момент ареста было 34 года, угрожало максимальное наказание в виде 10 лет тюрьмы и штрафа в размере 1,5 миллиона долларов США.
В 2014 Молли Блум пошла на сделку со следствием и признала себя виновной по части обвинений. В итоге судья вынес решение в ее пользу: год условно, штраф в размере 200000 долларов, 200 часов общественных работ.Такой мягкий приговор получился во многом благодаря участию в процессе адвоката Блум, Джими Уолдена. Он сумел доказать в суде, что его клиентка находилась в предбанкротном состоянии, то есть она не только не разбогатела на организации игр, но ещё и разорилась. Адвокат заявил, что Блум уже «оказалась наказана игорным бизнесом» и своим боссом.

## Книга и фильм
В 2014 году вышла книга Молли Блум «Игра Молли: Правдивая история о 26-летней женщине, которая организовала самые эксклюзивные игры в покере в мире!». Автор рассказала о многих ярких эпизодах своего участия в организации подпольных игр в покер.
8 сентября 2017 года на кинофестивале в Торонто состоялась премьера фильма «Большая игра», в основу которого положена книга «Игра Молли». Режиссёром и сценаристом выступил Аарон Соркин. Роль Молли Блум исполнила Джессика Честейн. Картина номинировалась на премию «Оскар» в 2018 в категории «Лучший адаптированный сценарий».